# Сивульский, Николай Иванович
Николай Иванович Сивульский (укр. Микола Іванович Сивульський; род. 12 апреля 1952, с. Золотники, Тернопольская область — 29 декабря 2009 года, Киев) — украинский политический деятель.

## Образование
С 1969 года по 1973 год учился на финансово-экономическом факультете Тернопольского финансово-экономического института по специальности экономист.
Доктор экономических наук (1990), профессор. Кандидатская диссертация «Сущность и функции денег: особенности проявления в обращении» (Московский экономико-статистический институт, 1978). Докторская диссертация «Деньги и денежное обращение в условиях перехода к рыночной экономике» (Московский финансовый институт).
Академик Академии инженерных наук Украины.

## Карьера
- 1973—1975 — ассистент кафедры финансов Тернопольского финансово-экономического института.
- 1975—1978 — аспирант кафедры планирования народного хозяйства и финансов Московского экономико-статистического института.
- 1978—1988 — ассистент, доцент кафедры денежного оборота и кредита Тернопольского финансово-экономического института.
- 1988—1991 — докторант Московского экономико-статистического института.
- 1991—1992 — профессор, завкафедрой денежного оборота и кредита Тернопольского финансово-экономического института.
- 1992—1993 — первый заместитель председателя правления Нацбанка Украины.
- 1993—1994 — заместитель председателя Агентства международного сотрудничества и инвестиций.
- 1994—1996 — первый заместитель Министра финансов.
- 1996—1997 — советник Премьер-министра Павла Лазаренко по вопросам банковской деятельности.
- 1997—1998 — президент Украинского газоресурсного консорциума.
- Январь 2000 — январь 2001 — руководитель службы Вице-премьера по вопросам ТЭК Юлии Тимошенко.
- 2003—2004 — завкафедрой банковского дела Открытого международного университета развития человека «Украина».

С марта по сентябрь 2005 года в первый раз руководил Главным контрольно-ревизионным управлением Украины. Ушел в отставку с роспуском первого правительства Юлии Тимошенко.
В 2006 и 2007 годы становится народным депутатом Украины (V и VI созывов) по списку Блока Юлии Тимошенко. Член партии Всеукраинское объединение «Батькивщина».
В декабре 2007 года Кабмин Юлии Тимошенко снова назначил Николая Сивульского руководителем Главного контрольно-ревизионного управления Украины.
29 декабря 2009 умер на 58-м году жизни. Похоронен в Киеве на Байковом кладбище (участок № 33).

## Семья
Украинец. Родители Иван Иосифович (1932) и мать Евгения Ильинична (1933) — пенсионеры.
Жена Татьяна Васильевна (1954) — кандидат экономических наук, доцент Киевского национального экономического университета. Дочери Елена (1974) и Наталья (1976) — экономисты.